# D'argent et de sang
D'argent et de sang est une série française de Xavier Giannoli, adaptée du livre du même nom publié en 2018 par Fabrice Arfi, journaliste à Médiapart, sur la fraude à la TVA sur les quotas de carbone survenue en France entre 2008 et 2009. La série est diffusée entre le 16 octobre 2023 et le 19 février 2024 sur Canal+,,, après avoir été présentée en première mondiale à la Mostra de Venise 2023.

## Synopsis
Alain Fitoussi et Bouli, deux petits escrocs de Belleville, rencontrent et s'allient à Jérôme Attias, trader issu des beaux quartiers, pour  organiser et amorcer financièrement une fraude à la TVA sur les quotas de carbone : sur un marché informatique d'échange financier de quotas carbone porté par la société Overgreen, ils achètent hors taxes des droits à polluer pour enfin les revendre avec taxes à travers des entreprises de paille, se faisant avancer par la Caisse des Dépôts la TVA non réglée à l'état. Ils se heurtent à Simon Weynachter, magistrat des douanes. Jérôme Attias est méprisé par son beau-père Ilan Frydman qui a réussi dans les affaires et est une figure respectée de son milieu. Il cherche à prouver à sa famille qu'il peut se réaliser par lui-même quels qu'en soient les moyens. Il perd pied avec la réalité, enivré par la puissance due à l'argent facile au fur et à mesure de l'expansion de l'arnaque.

## Fiche technique
Sauf indication contraire, les informations mentionnées dans cette section peuvent être confirmées par les bases de données cinématographiques IMDb et Allociné,  présentes dans la section « Liens externes ».
- Titre original : D’argent et de sang
- Titre de travail : Tikkoun
- Genre : Drame, thriller
- Réalisation : Xavier Giannoli et Frédéric Planchon
- Scénario : Xavier Giannoli, Jean-Baptiste Delafon et Antoine Lacomblez, adapté du livre D’argent et de sang de Fabrice Arfi
- Photographie : Christophe Beaucarne[5]
- Décors : Riton Dupire-Clément
- Production : Olivier Delbosc, Émilien Bignon, Christine de Jekel[5]
- Société de production : Curiosa Films
- Musique : Rone[5]
  - Chanson du générique : N.E.M., titre tiré de l’album Die in Shanghai du groupe toulousain Las Aves[9]
- Montage : Cyril Nakache et Mike Fromentin[5]
- Costumes : Pierre-Jean Larroque et Annie Thiellement[5]
- Pays de production :  France[5]
- Langue originale : français
- Format : couleur
- Nombre de saisons : 1
- Nombre d'épisodes : 12 épisodes[5]
- Durée : 52 minutes[10]
- Dates de première diffusion :
  - Italie : 31 août 2023 (Mostra de Venise 2023)[5]
  - France : 16 octobre 2023 (sur Canal+)

## Distribution
- Vincent Lindon : Simon Weynachter[2], chef du Service National de Douane Judiciaire (personnage fictif mais synthèse de plusieurs enquêteurs[11] ; à l'époque des faits, le magistrat Bruno Dalles occupait ce poste[12],[13] et Roland Veillepeau était son supérieur à la DNEF[14])
- Niels Schneider : Jérôme Attias (inspiré d'Arnaud Mimran)[2]
- Ramzy Bedia : Alain Fitoussi (inspiré de Mardoché Mouly)[2]
- Judith Chemla : Annabelle Attias-Frydman (inspirée d'Anna Dray)
- David Ayala : Bouli (inspiré de Samy Souied)
- Olga Kurylenko : Julia (inspirée de Claudia Galanti[14])
- Yvan Attal : Anton Zagury (inspiré de Cyril Astruc)
- André Marcon : Ilan Frydman, le père milliardaire d'Annabelle (inspiré de Claude Dray)
- Matthias Jacquin : Thomas Laffin, l'adjoint de Weynachter
- Victoire Du Bois : Émilie Weynachter, la fille de Simon Weynachter
- Lyes Kaouah : Kallil (inspiré de Farid Khider[14])
- Armand Éloi : Stéphane Molinier, PDG de Overgreen (inspiré du PDG de Bluenext, Serge Harry)
- Camille Moutawakil : Élise
- Debbia Rebaine : Mélanie
- Ludovic Lavaissière : Agent de sécurité du Casino de Deauville[1]
- Ted Étienne : David [1]
- Sandrine Molaro : Sophie Duvivier [1]
- Arnaud Dupont : Manu Alvarez [1]
- Nathalie Richard : Ministre de l'économie (inspirée de Christine Lagarde)
- Marc Prin : Parlementaire
- Emmy Fouassier : Shirel, fille d'Attias et Annabelle
- Stephane Soubiran : le pilote du jet privé[1]
- Anton Csaszar : Jérémie Gabarni (inspiré de Jérémy Grinholz[14])
- Franz Lang : Mr Alexandre (inspiré du banquier Monsieur R.[14])
- Oussama Kheddam : Ahmed Alawi (inspiré de Kamel Berkaoui[14])

## Épisodes
| Partie   | N° | Titre           | Première diffusion en France |
| -------- | -- | --------------- | ---------------------------- |
| Partie 1 | 1  | Fitoussi        | 16 octobre 2023              |
| Partie 1 | 2  | Borderline      | 16 octobre 2023              |
| Partie 1 | 3  | Numéro 26       | 23 octobre 2023              |
| Partie 1 | 4  | Alya            | 30 octobre 2023              |
| Partie 1 | 5  | Anton Zagury    | 6 novembre 2023              |
| Partie 1 | 6  | Shame on You    | 13 novembre 2023             |
| Partie 2 | 7  | Tout puissant   | 22 janvier 2024              |
| Partie 2 | 8  | King Midas      | 22 janvier 2024              |
| Partie 2 | 9  | Business Angels | 29 janvier 2024              |
| Partie 2 | 10 | Clean           | 5 février 2024               |
| Partie 2 | 11 | Violences       | 12 février 2024              |
| Partie 2 | 12 | Tikkoun Olam    | 19 février 2024              |

## Production

### Contexte
Après la réalisation d'une série documentaire (Les Rois de l'arnaque sur Netflix) et d'un long-métrage (Carbone d'Olivier Marchal en 2017), la volonté d'adapter cette affaire au petit écran dure depuis plusieurs années avant que Xavier Giannoli ne se lance, tout en conservant une liberté de création par rapport à la réalité. Le film s'inspire du roman éponyme de Fabrice Arfi ; ce dernier avait déjà été contacté au préalable par Alexandre Arcady ou Maïwenn. En parallèle, un projet par Dimitri Rassam et Julien Rappeneau, avec une autre approche de l'affaire puisque centré sur Cyril Astruc, tente de se développer pour Prime Vidéo, alors qu'un autre projet de film biographique (Le Cerveau 2.0) sur Grégory Zaoui est soutenu par David Serero.

### Tournage
Le tournage dure en tout presque un an. Il commence le 16 octobre 2021 et se termine le 22 octobre 2022. Il a lieu à Paris, en Provence-Alpes-Côte d'Azur, à Chypre et en Israël.

### Mort de Gaspard Ulliel
Le rôle de Jérôme Attias est inspiré d'Arnaud Mimran et devait être interprété par Gaspard Ulliel. Gaspard Ulliel est en pause dans le tournage lorsqu'il meurt après un accident de ski le 19 janvier 2022. Il devait revenir sur le plateau le 24 janvier 2022. Le tournage est suspendu après la mort d'Ulliel. Le 18 février 2022, Canal+ annonce que Gaspard Ulliel est remplacé par Niels Schneider. Le tournage a repris en avril 2022.
Le rôle d'Alain Fitoussi, incarné par Ramzy Bedia, est inspiré de l'ami d'Arnaud Mimran, Mardoché Mouly, « alias » Marco Mouly,.
Dans une interview pour le magazine Femina le 24 avril 2022, Niels Schneider dit qu'il était dubitatif lorsque Xavier Giannoli lui propose le rôle qui devait être incarné par Gaspard Ulliel, car la mort de l'acteur avait fait resurgir des souvenirs de ce que Schneider avait vécu avec la mort de son frère, lui aussi mort jeune et violemment dans un accident, et il a mis longtemps à mettre la mort de son frère à distance, mais tout lui est revenu après la mort d'Ulliel. C'est sa rencontre avec Xavier Giannoli qui l'a convaincu d'accepter ce rôle qui prend de plus en plus d'importance au fur et à mesure des épisodes. « Xavier était détruit, avait évidemment pensé à arrêter, mais il a su trouver les mots justes. Il m’a notamment dit que nous exercions également ce métier pour conjurer la mort et la tragédie », affirme Niels Schneider. Niels Schneider déclare également dans une interview à Télé 7 jours le 25 avril 2022 à propos de Gaspard Ulliel, qu'il connaissait bien, que c'était « un honneur de reprendre son rôle et de continuer ce qu'il a commencé », et que « Gaspard était l'un des meilleurs acteurs de sa génération. »

## Sortie
Les douze épisodes de la série sont présentés en première mondiale hors compétition à la Mostra de Venise 2023,. La série est diffusée sur Canal+ à partir du 16 octobre 2023,.

## Réception critique
L'Obs, enthousiaste et qui offre trois pages à la série, parle de « casting royal, moyens colossaux, finesse d'écriture et discours puissant sur les ravages de l'avidité » et souligne que Ramzy Bedia « excelle en escroc analphabète ». Peu de temps après les premières diffusions, le supplément télévision de L'Obs parle lui d'épisodes qui marquent « d'une pierre blanche l'histoire de la série française » tout en soulignant l'excellence de Niels Schneider dans son rôle d'escroc flambeur.
Première parle d'« une grande série made in France ».
Selon la critique des Échos Laura Berny, « le cinéaste raconte l'incroyable arnaque à la TVA sur les quotas de CO2 et en profite pour dresser un sévère réquisitoire contre les dérives du capitalisme ». La série « [raconte] une époque à travers une affaire. Et quelle affaire ». Le fil rouge de la série repose sur le témoignage d'un magistrat des douanes chargé de l'enquête, joué par Vincent Lindon, dont la quête devient une obsession personnelle face au personnage incarné par Niels Schneider.
Selon Géraud Philippe du site Moustique associé à La Libre Belgique, Simon Weynachter (Vincent Lindon) « véritable clé de voûte de l’intrigue, fascine. Notamment par sa psychologie. Intraitable, c’est une incroyable soif de justice qui le stimule. Prêt à tout pour livrer une lutte sans merci contre ce mal qu’il exècre au plus haut point. Irréprochable professionnellement ».

### Presse
- Arnaud Sagnard, « L'empreinte carbone de Giannoli », L'Obs, no 3080,‎ 12 octobre 2023, p. 74 à 76 (ISSN 0029-4713, lire en ligne, consulté le 17 décembre 2023).